# Distrito electoral 8 (condado de Cedar, Nebraska)
El distrito electoral 8 (en inglés: Precinct 8) es un distrito electoral ubicado en el condado de Cedar en el estado estadounidense de Nebraska. En el Censo de 2010 tenía una población de 236 habitantes y una densidad poblacional de 2,54 personas por km².

## Geografía
El distrito electoral 8 se encuentra ubicado en las coordenadas 42°39′10″N 97°11′36″O / 42.65278, -97.19333. Según la Oficina del Censo de los Estados Unidos, el distrito electoral 8 tiene una superficie total de 92.74 km², de la cual 92.69 km² corresponden a tierra firme y (0.05%) 0.05 km² es agua.

## Demografía
Según el censo de 2010, había 236 personas residiendo en el distrito electoral 8. La densidad de población era de 2,54 hab./km². De los 236 habitantes, el distrito electoral 8 estaba compuesto por el 100% blancos.